# Lapara bombycoides
Lapara bombycoides är en fjärilsart som beskrevs av Walker 1856. Lapara bombycoides ingår i släktet Lapara och familjen svärmare. Inga underarter finns listade i Catalogue of Life.

## Bildgalleri

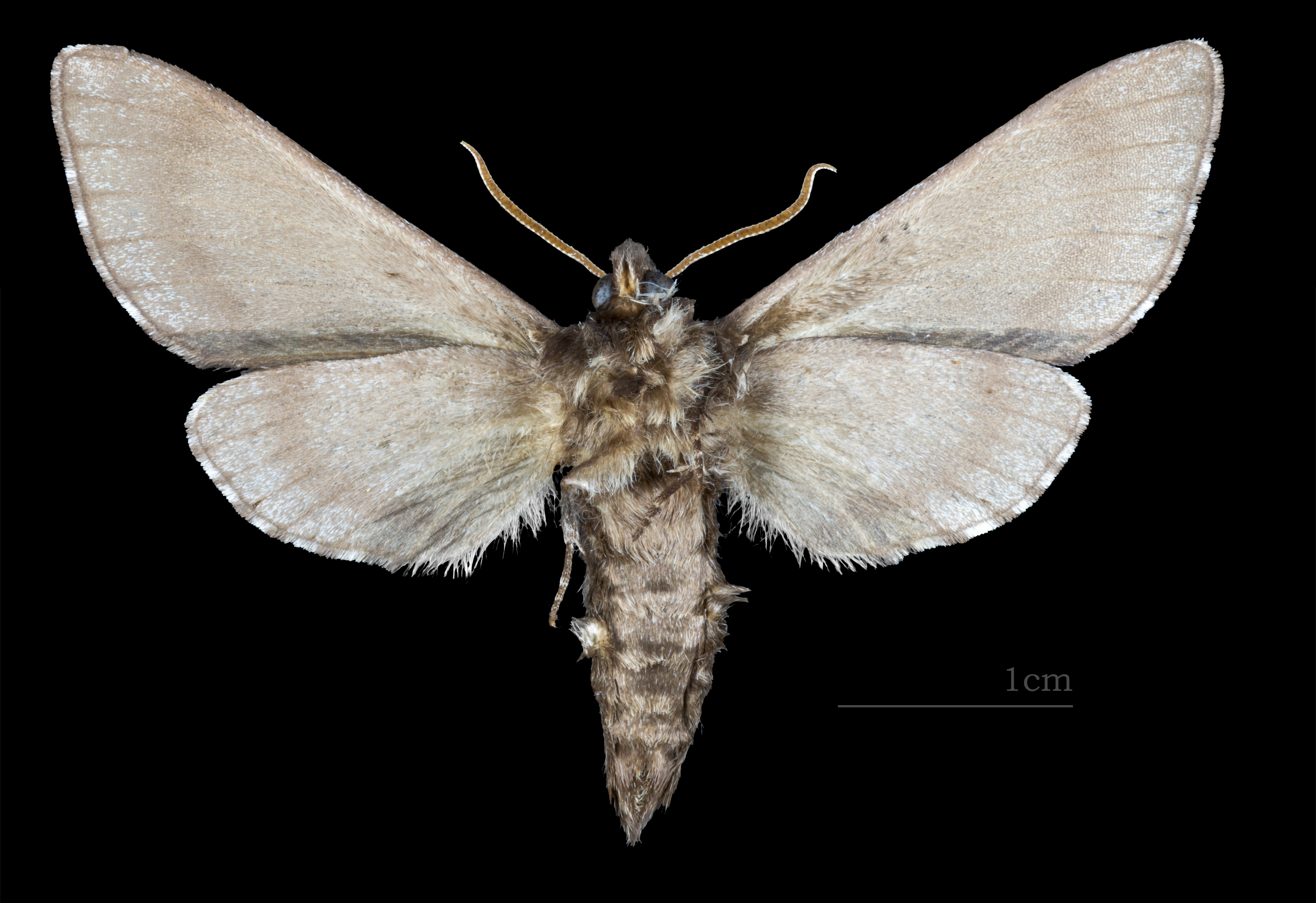
Lapara bombycoides ♂  △
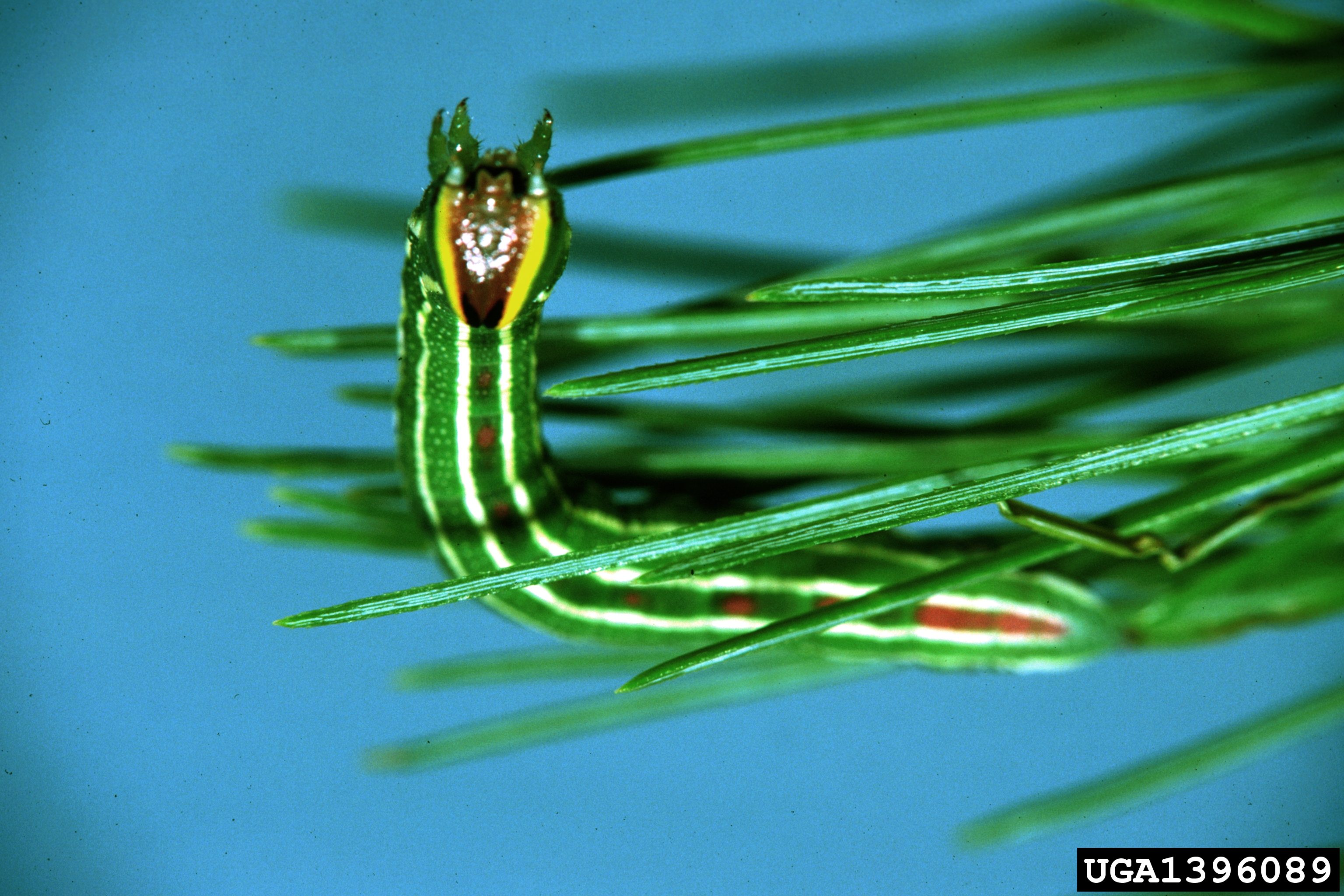